# Nikołaj Siniegubow
Nikołaj Iwanowicz Siniegubow (ros. Николай Иванович Синегубов, ur. 30 grudnia 1895?/11 stycznia 1896 w Debalcewie, zm. 12 grudnia 1971 w obwodzie moskiewskim) – funkcjonariusz radzieckich służb specjalnych (Czeka, OGPU i NKWD), następnie urzędnik państwowy, od 1942 zastępca ludowego komisarza komunikacji ZSRR, w latach 1948–1951 wiceminister kolejnictwa ZSRR. Bohater Pracy Socjalistycznej (w latach 1943–1958). 
Jeden z bezpośrednich wykonawców zbrodni katyńskiej.

## Życiorys
Syn robotnika kolejowego, uczestniczył w I wojnie światowej jako podoficer. Od 1920 roku funkcjonariusz WczK i członek partii bolszewickiej. W latach 1937–38 zastępca szefa 6 (transportowego) Wydziału Głównego Zarządu Bezpieczeństwa Państwowego. Od sierpnia 1939 roku do listopada 1940 roku szef pionu śledczego i zastępca szefa Głównego Zarządu Transportowego NKWD. 14 marca 1940 roku awansowany na stopień starszego majora bezpieczeństwa państwowego.
Według zeznań gen. Dmitrija Tokariewa, złożonych w 1991 roku przed rosyjskim prokuratorem wojskowym ppłk. Anatolijem Jabłokowem, w 1940 roku jeden z bezpośrednich wykonawców zbrodni katyńskiej, rozstrzeliwujący w podziemiach Obwodowego Zarządu NKWD w Kalininie (obecnie Twer) polskich jeńców wojennych pochowanych następnie w Miednoje.
W 1942 mianowany zastępcą ludowego komisarza komunikacji ZSRR. 15 listopada 1943 roku otrzymał tytuł Bohatera Pracy Socjalistycznej. Od lipca 1948 do czerwca 1951 roku wiceminister kolejnictwa ZSRR. W 1956 roku przeszedł na emeryturę.
W 1958 roku wykluczony z Komunistycznej Partii Związku Radzieckiego, pozbawiony tytułu Bohatera Pracy Socjalistycznej i odznaczeń za fałszowanie materiałów śledczych i stosowanie nielegalnych metod przesłuchiwania podejrzanych w okresie pracy w latach 1937–1939 w Głównym Zarządzie Transportowym NKWD.

## Odznaczenia
- Złoty Medal „Sierp i Młot” Bohatera Pracy Socjalistycznej (5 listopada 1943)
- Order Lenina (trzykrotnie - 24 listopada 1942, 5 listopada 1943 i 6 sierpnia 1954)
- Order Czerwonego Sztandaru (19 stycznia 1945)
- Order Kutuzowa I klasy (29 lipca 1945)
- Order Czerwonej Gwiazdy (22 lipca 1937)
- Order „Znak Honoru” (26 kwietnia 1940)
- Odznaka "Honorowy Funkcjonariusz Czeki/GPU (V)" (1930)

I 5 medali.